# Roger Chapman
Roger Chapman (Leicester, 8 aprile 1942) è un cantante e armonicista britannico.

## Biografia
Fondatore della band Family, è da considerarsi un precursore del progressive rock, genere che prenderà piede a partire dagli anni 1970. In seguito allo scioglimento di questa band, egli fonderà gli Streetwalkers, noto supergruppo di quegli anni che lancerà le carriere di John Wetton e Tim Hinkley.

## Discografia

### Con i Family
- 1968 - Music in a Doll's House
- 1969 - Family Entertainment
- 1970 - A Song for me
- 1970 - Anyway
- 1971 - Fearless
- 1972 - Bandstand
- 1973 - It's Only a Movie

### Con gli Streetwalkers
- Chapman Whitney Streetwalkers, 1974
- Downtown Flyers, 1975
- Red Card, 1976

### Solista
- Chappo (1979)
- Live in Hamburg (1979)
- Mail Order Magic (1980)
- Hyenas Only Laugh For Fun (1981)
- The Riffburglar Album (Funny Cider Sessions) (1982)
- He Was... She Was... You Was... We Was... (Double, Live) (1982)
- Swag, (1983)
- The Shadow Knows, (1984)
- Zipper (1986)
- Techno Prisoners (1987)
- Live in Berlin (1989)
- Walking The Cat (1989)
- Strong Songs – The Best Of ... (1990)
- Hybrid and Lowdown (1990)
- Kick It Back (UK compilation) (1990)
- Under No Obligation (1992)
- King of the Shouters (1994)
- Kiss My Soul (1996)
- A Turn Unstoned? (1998)